# Целебесский цветоед
Целебесский цветоед  или желтобокий цветоед (лат. Dicaeum aureolimbatum) — вид певчих птиц семейства цветоедовых.

## Таксономия
Латинское название вида происходит от слов лат. aureus — золотой и лат. limbatus — окаймлённый.
В составе вида выделяют два подвида:
- D. a. aureolimbatum — номинативный, ареал охватывает Сулавеси и близлежащие острова.
- D. a. laterale — обитает на архипелаге Сангихе.

## Описание

### Внешний вид
Птица небольшого размера: длина тела взрослой особи составляет около 8,5 см. 
Оперение верхней части тела оливково-зелёное, более бледное на голове и, напротив, более яркое ближе к гузке. Верхяя часть крыльев и хвост тёмно-коричневые, почти чёрные. Щёки тёмно-серые. Низ тела — подбородок, горло, грудь и брюшко — серовато-белые. У D. a. aureolimbatum боки, начиная от основания крыльев и вдоль тела до подхвостья (включая его), ярко жёлтые — именно эта особенность окраски и дала название вида. У второго подвида, D. a. laterale, боки серовато-оливковые.
Радужка глаз коричневая, иногда красноватая. Клюв и ноги чёрные.
Полового диморфизма нет.
У молодых особей бока более бледные, серовато-жёлтые; подхвостье почти белое. Неоперённые части тела розовато-коричневые.

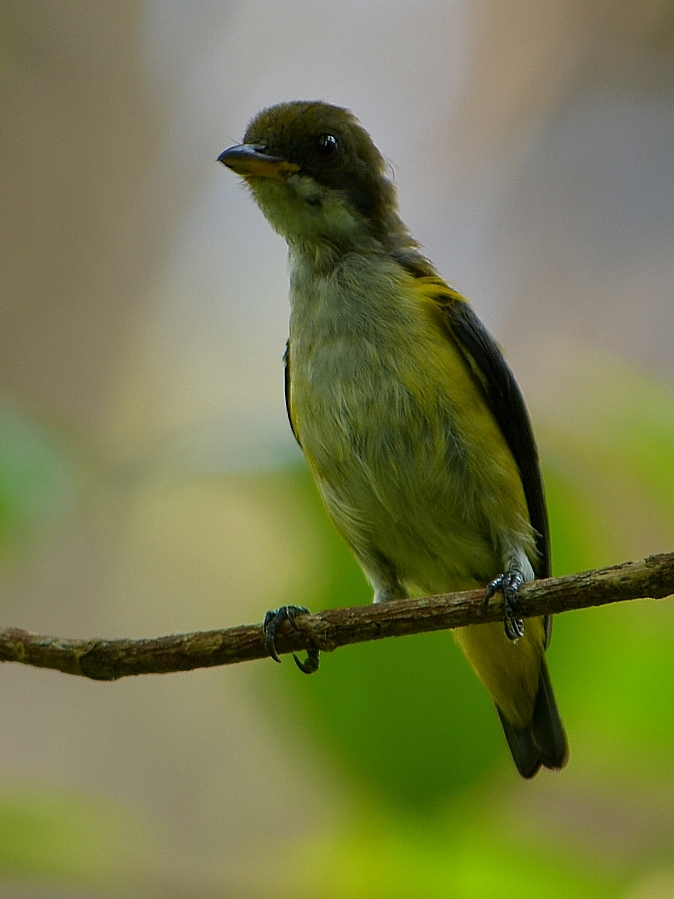
Молодая особь

### Голос
Песня имеет различные вариации. Может состоять из высокого «сьюют-сьюют», быстрого щебечущего «тук-тук-тук-тук» или выразительного «цип-цип-цип».

## Распространение
Является эндемиком Индонезии. Встречается в первичных и высоких вторичных лесах, а также на их опушках, на плантациях, в садах и зарослях кустарников, в первую очередь лантаны. Держится на высоте от 0 до 2000 метров над уровнем моря.
Точное число особей не известно, однако в своём ареале представители вида обычны. Численность популяции стабильна.
Территория обитания охватывает, среди прочего, национальный парк Лоре-Линду.

## Биология
Питается пауками, насекомыми, фигами, вишнями, плодами лорантовых растений и, вероятно, их нектаром и пыльцой. Большие плоды перед проглатыванием раздавливает. С мест пропитания часто вытесняется чернощёкими цветоедами. Держится поодиночке, в парах или небольшими стайками.
На тогианском архипелаге птенцы были замечены в ноябре, на Сангихе — в конце августа-начале сентября.
Гнездо грушевидное, сделано по большей части из переплетённых сухих листьев и аланг-аланга. Расположено низко, около 15 см над землёй.
Яйца белые, пятнисто-фиолетовые, красные или серые с фиолетово-коричневыми крапинками.